# Puig dels Cristians
El Puig dels Cristians és una muntanya de 385 metres que es troba al municipi de Cruïlles, Monells i Sant Sadurní de l'Heura, a la comarca catalana del Baix Empordà.